# Брактон, Генри де

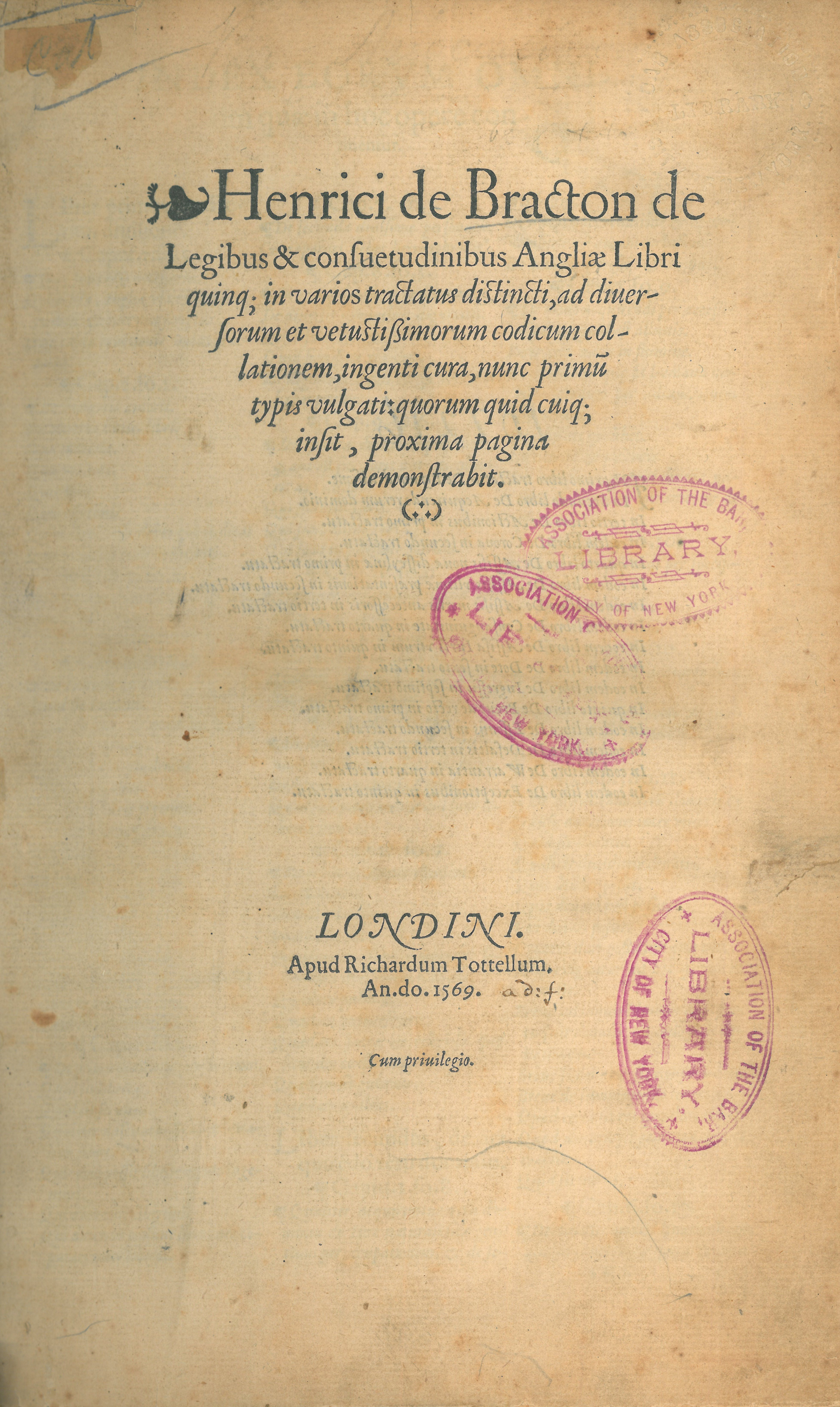
Титульная страница первого издания «De Legibus et Consuetudinibus Angliae» Генри де Брактона, 1569)

Генри де Брактон (англ. Henry de Bracton, Henrici Bracton; около 1210 — 1268, Эксетер) — английский священник, королевский судья, систематизатор английского общего права XIII века.

## Биография
Вероятно, получил образование в школе при Эксетерском соборе, а затем поступил на службу к известному судье Вильяму Рэлею. Был адвокатом и судебным чиновником.
Когда последний стал епископом Нориджским в 1239 году, Брактон был переведен на королевскую службу, в 1245 году назначен королевским разъездным судьёй и отправлял правосудие в юго-западных графствах в Сомерсете, Девоне и Корнуолле (1248—1268) и в только что образованном Суде королевской скамьи (1249—1257).
Один из первых исследователей английского права. Защитник привилегий феодальной аристократии.
На материалах судебной практики Брактон около 1256 года написал трактат «О законах и обычаях Англии» (De Legibus et Consuetudinibus Angliae, составлен, в основном, между 1250—1256), изложил в нём систему английского общего права.
Сочинение это пользовалось популярностью, поскольку сохранилось около 50 его списков, не вполне совпадающих с оригинальным трудом. В нём Брактон пытался систематизировать общее право; он стремился также возвысить значение прецедентного права, хотя, на его взгляд, обязательность прецедента носит скорее интеллектуальный, чем собственно правовой характер. В своём труде Брактон обсуждал и некоторые предпосылки средневекового правления. В частности, королевская власть, писал он, носит двойственный характер. С одной стороны, она предполагает gubernaculum, полную и всецелую власть, безусловную и неделимую. С другой — королевская власть предполагает iurisdictio: она воздает каждому по заслугам согласно законам и обычаям, которые могут вводиться и изменяться только с согласия тех, чьи права и свободы они определяют и защищают.
В трактате юридически обосновал стремление лордов усилить эксплуатацию вилланов. Приравнивал их к древнеримским рабам, соответственно толкуя их имущественное и личное положение в вотчине.
После ухода на покой в 1257 году продолжал служить в судебных комиссиях. Также был священником. В 1264—1268 гг. служил управителем Эксетерского собора.
Умер в Эксетере в сентябре 1268 года и похоронен в нефе Эксетерского собора.